# Доронин, Игорь Михайлович
Игорь Михайлович Доронин (7 ноября 1903; Москва, Российская империя — 15 сентября 1950; Москва, РСФСР, СССР) — советский актёр театра и кино, режиссёр. Заслуженный артист РСФСР (1946).

## Биография
Родился 7 ноября 1903 года в Москве.
Учился в Реальном училище до 1917 года, после чего стал жить в городе Таруссы. Там начал работать в отделе Народного образования, играл любительские театральные роли под руководством художника В. П. Поленова. В 1920 году вернулся на родину в Москву и остался жить.
Служил многим театрам. Впервые поступал в студию Государственного педагогического театра (Театр юного зрителя), где работал в качестве актёра и режиссёра. Организовывал с группой работников ТЮЗа «Бауманский театр рабочих ребят», в котором выполнял режиссёрскую руководящую работу. Являлся создателем и первым художественным руководителем 3–го Московского театра для детей, который являлся одним из лучших в СССР. Поступал в Театр студию Р. Н. Симонова, где служил ведущим актёром и одновременно осуществлял художественное руководство Центрального Театра юного зрителя. Входил в состав труппы Театра имени Е. Б. Вахтангова.
Ушёл из жизни 15 сентября 1950 года в Москве. Похоронен на Новодевичьем кладбище.

### Семья
- Отец — Михаил Иванович Доронин (1880—1935), актёр, режиссёр и сценарист.
- Мать — Ольга Фёдоровна Щербакова (умерла в 1907 году).

## Творчество

### Фильмография
- 1926 — Господа Скотинины — Тришка–портной
- 1927 — Его превосходительство — эпизод
- 1928 — Цена человека — Ваня Мытов
- 1934 — Петербургская ночь — студент
- 1938 — Болотные солдаты — Роберт (главная роль)

### Театральные работы
Театр имени Е. Б. Вахтангова
- Мишель Бродский (Интервенция)
- 1937 — Капитан Карнаухов (Человек с ружьём)
- 1938 — Комиссар (Я, сын трудового народа)
- 1941 — Неизвестный (Маскарад)
- 1942 — Панин (Русские люди)
- 1942 — Горлов Сергей (Фронт)
- 1945 — Борис Годунов (Великий государь)
- 1946 — Круминж (Кому подчиняется время)

## Издательства
- Soviet Union Главное архивное управление. Путеводитель, искусство. — Главное архивное управление, 1959. — 458 с.
- Ниссон Абрамович Шифрин. Моя работа в театре. — Сов. художник, 1966. — 324 с.

## Звания и награды

### Звания
- Заслуженный артист РСФСР (16 декабря 1946)[2].

### Награды
- Медаль «За оборону Москвы» (1945)[1]
- Медаль «За доблестный труд в Великой Отечественной войне 1941—1945 гг.» (1946)[1]
- Медаль «В память 800 летия Москвы» (1947)[1]